# Ludvík Kundera
Ludvík Kundera (22 de março 1920 — 17 de agosto 2010) foi um poeta, escritor, tradutor, dramaturgo, editor e historiador literário checo.
Foi um notável expoente da prolífica literatura de vanguarda Checa. Tradutor de autores alemães. Em 2007, recebeu a Medalha de Mérito pelo serviço à República. Em 2009, foi galardoado com o Prémio Jaroslav Seifert, apresentado pela Fundação Charter 77.

## Biografia
Kundera nasceu em Brno, Checoslováquia, era primo do escritor francês Milan Kundera. Estudou na Faculdade de Artes da Universidade Charles de Praga e depois continuou seus estudos na Universidade Masaryk em Brno. Durante a Segunda Guerra Mundial, foi condenado a trabalho forçado na Alemanha. Após a guerra, foi contratado como editor em jornais e revistas Blok, Rovnost e Host do domu. Em 1945, foi co-fundador do grupo surrealista Skupina RA (Group RA). Seu primeiro livro de poesia, Konstantina, foi publicado em 1946. No mesmo ano, fez amizade com o poeta František Halas, a quem ele considerava ser seu professor e mentor. A partir de meados dos anos 1950, ele concentrou-se exclusivamente a escrever e traduzir. Entre 1968 e 1970 trabalhou como dramaturgo no Teatro Mahen, o Teatro Nacional, em Brno. Em 2005, estreou a sua peça sobre o compositor checo Leoš Janáček.
Durante o período da normalização, foi proibido de publicar, para continuar seu trabalho, foi forçado a usar pseudônimo. A partir da década de 1970 foi o iniciador e coordenador das actividades de edição da samizdat na Checoslováquia. Se concentrou principalmente nas traduções de autores alemães, tais como Heinrich Böll, Berthold Brecht e Hans Arp. Além disso, traduziu importantes obras expressionistas e dadaístas. Uma parte significativa de sua obra foi dedicada à literatura do Romantismo alemão.
Kundera passou grande parte de sua vida na cidade de Kunštát na Morávia. Morreu em Boskovice.

## Obra
- Konstantina, 1946
- Živly v nás, 1946
- Napospas aneb Přísloví pro kočku, 1947
- Letní kniha přání a stížností, 1962
- Totální kuropění, 1962
- Tolik cejchů, 1966
- Fragment, 1967
- Nežert, 1967
- Odjezd, 1967
- Labyrint světa a lusthauz srdce, 1983
- Dada (Jazzpetit č. 13), 1983
- Chameleon, 1984
- Hruden, 1985
- Královna Dagmar, 1988
- Ptaní, 1990
- Napříč Fantomázií, 1991
- Malé radosti, 1991
- Ztráty a nálezy, 1991
- Pády, 1992
- Spád věcí a jiné básně, 1992
- Řečiště, 1993

### Traduções
- Nobi, Ludwig Renn, Prague, Státní nakladatelství dětské knihy 1957.
- Země snivců (Die andere Seite) Alfred Kubin; R, Nakladatelství mladých, Kladno 1947
- Proměna (Die Fahrt nach Stalingrad) Franz Fühmann, Prague, Naše vojsko 1957.
- Trini, Ludwig Renn, Prague, Mladá fronta 1957.
- Mrtví nestárnou, (Die Toten bleiben jung), Anna Seghers, Prague, SNKLHU 1957.
- Nox et solitudo (Nox et solitudo), Ivan Krasko, Prague, SNKLHU 1958.
- Píseň o lásce a smrti korneta Kryštofa Rilka, Rainer Maria Rilke, Prague, Naše vojsko 1958.
- Myšlenky (selection), Bertolt Brecht Prague, Československý spisovatel 1958.
- Dvanáct nocí, Peter Huchel, Prague, Mladá fronta 1958.
- Sto básní. Výbor z lyriky, Bertolt Brecht, Prague, SNKLHU 1959.
- Lukulův výslech, (Das Verhör des Lukullus), Bertolt Brecht, Divadelní hry 2, Prague, SNKLHU 1959.
- Raubíři (Die Räuberbande), Leonhard Frank (Raubíři, Ochsenfurtské kvarteto, Prague, SNKLHU 1959; Raubíři, Ochsenfurtské kvarteto, Dvanáct spravedlivých, Prague, Odeon 1983)
- Kulatolebí a špičatolebí, (Die Kundköpfe und die Spitzköpfe),Bertolt Brecht, Divadelní hry 2, Prague, SNKLHU 1959.
- Horáti a Kuriáti (Die Horatier und die Kuriatier), Bertolt Brecht, Divadelní hry 2, Prague, SNKLHU 1959.
- Kdes byl, Adame? (Wo warst du, Adam?), Heinrich Böll, Prague, Naše vojsko 1961.
- Pohraniční stanice (Kameraden), Franz Fühmann, Prague, Naše vojsko 1961.
- Domácí postila Bertolta Brechta (Bertolt Brechts Hauspostille), Bertolt Brecht, Prague, Mladá fronta 1963.

Vojcek (Woyzeck), Georg Büchner, Praha, Dilia 1963; (Dílo G. Büchnera, Prague, Odeon 1987).
- Silnice silnice (Chausseen, Chausseen), Peter Huchel, Prague, SNKLU 1964; 3. edition: Prague, Mladá fronta 1997.
- Otevřená okna (Otvorené okná), Laco Novomeský, Prague, Československý spisovatel 1964.
- Básně Georg Trakl, Prague, SNKLU 1965.
- Poémy, Laco Novomeský, Prague, Mladá fronta 1965.
- Pronásledování a zavraždění Jeana Paula Marata předvedené divadelním souborem blázince v Charentonu za řízení markýze de Sade (Die Verfolgung und Ermordung Jean Marats dargestellt durch die Schauspielergruppe des Hospizes zu Charenton unter Anleitung des Herrn de Sade) Peter Weiss, Prague, Orbis 1965; 2. edition Větrné mlýny, Brno, Host 2000.
- Experiment Damokles (Experiment Damokles), Peter Karvaš, Prague, Dilia 1967.
- Haló je tady vichr - vichřice!. Antologie německého expresionismu, Prague, Československý spisovatel 1969.
- Songy, Chóry, Básně, Bertolt Brecht, Prague, Československý spisovatel 1978.
- Básně, Bertolt Brecht, Prague, Odeon 1979.
- Čítanka slovenské literatury, Prague, Albatros 1982.
- Společná přítomnost (Commune présence), René Char, Prague, Odeon 1985.
- Alžběta Anglická (Elisabeth von England, Ferdinand Bruckner, Prague, Dilia 1986.
- Na jedné noze, Hans Arp, Prague, Odeon, 1987.
- Leonce a Lena (Leonce und Lena), Georg Büchner, Prague, Dilia 1984; (works of G. Büchner, Prague, Odeon 1987)
- Don Carlos Friedrich Schiller, Prague, Dilia 1987.
- Básně, Gottfried Benn, Prague, Erm 1995.
- Šebestián ve snu, Georg Trakl, Třebíč, Arca JiMfa 1998.
- UMBRA VITAE, Georg Heym, Zblov, Nakladatelství Opus 1999.
- Palmström, Christian Morgenstern, Prague, Vyšehrad 2001).